# Sławomir Jabrzemski
Sławomir Jabrzemski (ur. 8 stycznia 1954) znany jako Druh Sławek – dziennikarz, informatyk i DJ promujący kulturę hip-hop w Polsce. W 1979 roku wyjechał do Australii przez RFN, gdzie po raz pierwszy usłyszał rap - singla „Rapper’s Delight” grupy Sugarhill Gang. Po powrocie do Polski w latach 1994−2003 prowadził audycje radiowe - Rapoteka, DJ Club i Raptime (tę ostatnią na antenie RH Kontakt, późniejszej Radiostacji), gdzie promował głównie hip-hop klasyczny i niezależny. Pomagał młodym polskim artystom jak Układ Warszawski, Afro Kolektyw, Grammatik, Analogia, Lajner, Endefis, Duże Pe i DJ Spox. Jako dziennikarz pisał dla gazet hiphopowych - m.in. przygotowywał Raport płytowy, pomagał autorom polskich książek hiphopowych. Jako DJ gra głównie klasyczny rap z płyt winylowych.